# 尼古拉斯·温丁·雷弗恩
尼古拉斯·温丁·雷芬（丹麥語：Nicolas Winding Refn，1970年9月29日—）是一名丹麦男导演、编剧和制片人。他于1981年搬到美国居住，1993年毕业于美國戲劇藝術學院，另外其也是一名色盲人士。
他的成名代表作是《藥頭悲歌》（1996年），並在之後相繼推出續集《藥頭悲歌II：血染雙手》（2004年）和《藥頭悲歌III：死神上門》（2005年）。2011年5月，他凭借《亡命驾驶》夺得第64屆坎城影展最佳導演獎。

## 生平
黑芬的父亲是丹麦电影导演和剪接师安德斯·黑芬，他与丹麦歌手卡斯帕·温丁是同母异父关系。他妻子是女演员兼紀錄片導演麗芙·科菲克森，两人育有两个孩子。

## 導演風格
黑芬曾談起其電影中的人物塑造：
我一直喜歡那些因環境而自我改變的角色，最終他們必然會變成他們命中注定的模樣。例如《藥頭悲歌II：血染雙手》，講述一個兒子（邁茲·米克森飾演）一生渴望父愛，卻意識到必須殺死父親才能洗清父親的罪孽。使他萌生這種想法的原因是他意識到自己擁有孩子，而這份責任突然迫使他採取行動。雖然結局有些黑暗，但最終還是圓滿落幕，但對這個角色來說，這就是他命中注定成為的模樣。他幾乎就像是實現了自己真正的意義。《落日車神》也與此類似，車手注定要成為超級英雄，但他卻失去了──愛、陪伴的一切。為什麼他的這一切會被剝奪？因為他注定要成就更偉大的事業。 

此外，黑芬喜歡按時間順序來拍攝自己的電影：“我讀到（導演約翰·卡薩維蒂）關於他一些電影裡也使用過這種方法，所以我想認為，『這方法挺酷的』。但我在拍完首部電影後，就覺得『怎麼能用別的方法拍電影呢？』這就像一幅畫——你持續畫，一直畫，我喜歡這種不知道最終成果會如何的不確定性”。2011年9月，黑芬在談到《落日車神》時，更多地談到按時間順序拍攝的情況：
製作上總是有困難之處。我先前的所有電影，我稱之為100%按時間順序拍攝，而《落日車神》大概佔80%。之所以未能100%按時間順序拍攝，是因為我根本負擔不起最後剩下的部分，我負擔得起我稱之為“情緒時間順序”的拍攝，這樣就不會有人在拍攝中途死亡或中途離開。故事總是要有個結局的，所以盡可能地累積故事的基調。

黑芬曾表示談到與演員合作的方式：
我認為我詢問演員的第一件事就是他們想做什麼，有時會嚇到別人，或者被誤解為“哦，你不知道自己想要什麼”。但我試著吸引演員——在某些情況下，強迫他們參與進來，因為很多演員不願討論事情，也不願深入；他們只想來工作，演好自己的角色，然後就走人。但對我來說，並非如此。你必須全神貫注，渾然一體，而做到這一點的方法之一就是詢問演員他們想做什麼。這也能迫使他們更加真實。
黑芬本身擁有色盲，這也影響了他的風格，他聲稱自己因為看見中間色，使得他的電影畫面的色彩都是極度對比的。

### 影響
黑芬曾表示，觀看《德州電鋸殺人狂》（1974年）是其電影製作生涯的靈感來源：
我生長在電影世家。我的父母在法國新浪潮的薰陶下成長。對他們而言，新浪潮如上帝，但對我來說，它卻如同反基督。還有什麼比觀看你媽媽不喜歡的美國恐怖片更好的反抗父母的方式呢？當我看完《德州電鋸殺人狂》後，我意識到：我不想當導演，我不想當編劇，我不想當製片人，我不想當攝影，我不想當剪輯，我不想當音效。我想同時成為他們的所有。而那部電影證明了你可以做到，因為那部電影不是一部普通的電影。
黑芬亦曾多次表示，對其電影生涯影響最大的是導演亞歷山卓·尤杜洛斯基（並拍出《罪無可赦》向他致敬），且如此評價：
過去幾年我在巴黎經常見到尤杜洛斯基，我們變得非常親密。晚餐前，我們總會一起閱讀塔羅牌，討論它的意義。我認為，身為一個電影人，他是這個即將終結的時代中最後一位偉大的巨擘。一年前，他為我施洗，稱我為他的精神之子，我想以此報答他。
黑芬表示，其首部長片《藥頭悲歌》借鑒如吉洛·彭特克沃的《阿爾及爾之戰》（1966年）和魯格羅·德奧達托備受爭議的《食人族大屠殺》（1980年）的所有元素。以及對其產生影響的包括：約翰·卡薩維蒂的《暗殺中國賭徒事件》（1976年）和凱文·史密斯的《瘋狂店員》（1994年）。
其他推崇的電影包括《東京流浪者》（1966年）、《怪談》（1964年）、《狗臉的歲月》（1985年）、《火線救援》（2004年）、《麻雀變鳳凰》（1990年）、《天蠍星升起》（1963年）、《吸血鬼》（1932年）、《錄影帶謀殺案》（1983年）、《坐立不安》（1977年）、《科洛弗檔案》（2008年）、《慾望科學怪人》（1973年）、《吸血鬼星球》（1965年）、《流動的天空》（1982年）、《鬼店》（1980年）、《活死人之夜》（1968年）、《愛的機密》（1995年）、《少女十五十六時》（1984年）、《獵人之夜》（1955年）、《異形》（1979年）和《美女與野獸》（1946年）。黑芬參與修復的電影包括羅恩·奧蒙的《燃燒的地獄》（1974年）、柯蒂斯·哈林頓的《夜潮》（1961年）和瑞伊·丹尼斯·史特克勒的《野吉他》（1962年）。
黑芬也曾表示自己受到外星生命的影響。在《哥本哈根牛仔》（2022年）製作完成後，幕後花絮《哥本哈根牛仔：夜訪導演黑芬》於2023年1月31日上線Netflix。黑芬在花絮中談到：
我是個十分迷信的人，我透過工作經常與外星生命交流。所以很自然地，我會把這種迷信融入創作過程中。我一直都知道，蜜尤這個角色和她所謂的姐妹拉凱爾本質上來自另一個維度。我只是需要弄清楚如何將他們融入故事中。

## 作品列表

### 電影
| 年份 | 標題                                                    | 職位 | 職位 | 職位       | 職位 | 職位                  | 附註       |
| 年份 | 標題                                                    | 導演 | 編劇 | 監製       | 演員 | 角色                  | 附註       |
| ---- | ------------------------------------------------------- | ---- | ---- | ---------- | ---- | --------------------- | ---------- |
| 1996 | 藥頭悲歌 Pusher                                         | 是   | 是   |            | 是   | Brian                 |            |
| 1999 | 血流不止 Bleeder                                        | 是   | 是   | 是         |      |                       |            |
| 2003 | 恐懼X Fear X                                            | 是   | 是   |            |      |                       |            |
| 2004 | 藥頭悲歌II：血染雙手 Pusher II                          | 是   | 是   |            |      |                       |            |
| 2005 | 藥頭悲歌III：死神上門 Pusher III                        | 是   | 是   |            |      |                       |            |
| 2005 | 中國先生 Kinamand                                       |      |      |            | 是   | Lægen（"The Doctor"） |            |
| 2008 | 布朗森 Bronson                                          | 是   | 是   |            |      |                       |            |
| 2009 | 血染天堂路 Valhalla Rising                              | 是   | 是   |            |      |                       |            |
| 2011 | 落日車神 Drive                                          | 是   |      |            |      |                       |            |
| 2012 | 冰島黑風暴 Svartur á leik                               |      |      | 執行製片人 |      |                       |            |
| 2012 | 末路狂奔 Pusher                                         |      |      | 執行製片人 |      |                       | 英國翻拍版 |
| 2013 | 罪無可赦 Only God Forgives                              | 是   | 是   |            |      |                       |            |
| 2013 | 曠世奇片之死 Jodorowsky's Dune                          |      |      |            | 是   | 他自己                | 紀錄片     |
| 2014 | 微光復仇 Dying of the Light                             |      |      | 執行製片人 |      |                       |            |
| 2015 | 我與黑芬二三事 My Life Directed by Nicolas Winding Refn |      |      |            | 是   | 他自己                | 紀錄片     |
| 2016 | 霓虹惡魔 The Neon Demon                                 | 是   | 是   | 是         |      |                       |            |
| 2023 | 達利歐·阿基多的恐慌 Dario Argento Panico                |      |      |            | 是   | 他自己                | 紀錄片     |
| TBA  | The Avenging Silence                                    | 是   | 是   | 待公布     |      |                       |            |
| TBA  | Her Private Hell                                        | 是   | 是   | 待公布     |      |                       |            |

### 電視
| 年份 | 標題                                        | 職位 | 職位 | 職位     | 職位 | 職位 | 附註     |
| 年份 | 標題                                        | 導演 | 編劇 | 執行製作 | 開創 | 角色 | 附註     |
| ---- | ------------------------------------------- | ---- | ---- | -------- | ---- | ---- | -------- |
| 2009 | 瑪波小姐探案：復仇女神 Miss Marple: Nemesis | 是   | 否   | 否       | 否   | 否   | 電視電影 |
| 2019 | 黑幫刺客 Too Old To Die Young               | 是   | 是   | 是       | 是   | 否   | 首部劇集 |
| 2022 | 哥本哈根牛仔 Copenhagen Cowboy              | 是   | 否   | 是       | 是   | 是   |          |
| 2023 | 五小人歷險記 The Famous Five                | 否   | 否   | 是       | 是   | 否   |          |

### 短片
| 年份 | 標題                | 導演 | 編劇 | 附註                           |
| ---- | ------------------- | ---- | ---- | ------------------------------ |
| 2012 | Gucci Première      | 是   | 否   |                                |
| 2022 | Touch of Crude      | 是   | 是   |                                |
| 2023 | Delresto            | 是   | 否   | 《馬克西穆斯競技場》的片段之一 |
| 2024 | Beauty Is Not a Sin | 是   | 是   |                                |

### MV
| 年份 | 歌曲                | 音樂家        |
| ---- | ------------------- | ------------- |
| 1999 | "Psycho Power"      | Bleeder       |
| 2023 | "Delresto (Echoes)" | 崔維斯·史考特 |

### 电子游戏
| 年份 | 名称                | 角色          |
| ---- | ------------------- | ------------- |
| 2019 | 死亡搁浅            | Heartman 心人 |
| 2025 | 死亡擱淺2：冥灘之上 | Heartman 心人 |